# Sagmatias obscurus
Il lagenorinco scuro (Sagmatias obscurus (J. E. Gray, 1828)) è un delfino diffuso nelle acque costiere dell'emisfero australe. Pur essendo strettamente imparentato geneticamente con il lagenorinco dai denti obliqui, viene oggi considerato all'unanimità come una specie distinta. Occupa un areale discontinuo; le popolazioni più numerose si trovano nelle acque intorno al Sudamerica, all'Africa sud-occidentale, alla Nuova Zelanda e a varie isole oceaniche, mentre singoli avvistamenti sono stati segnalati nelle acque dell'Australia meridionale e della Tasmania. Predilige le correnti fredde e le acque costiere, ma può essere visto anche in mare aperto. Si nutre di un'ampia gamma di pesci e calamari, per catturare i quali mette in atto tecniche di caccia flessibili. È particolarmente noto per le sue straordinarie acrobazie, che implicano un certo numero di comportamenti aerei. Nonostante non sia in pericolo di estinzione, ogni anno ne rimane intrappolato un gran numero nelle reti da posta.

## Tassonomia

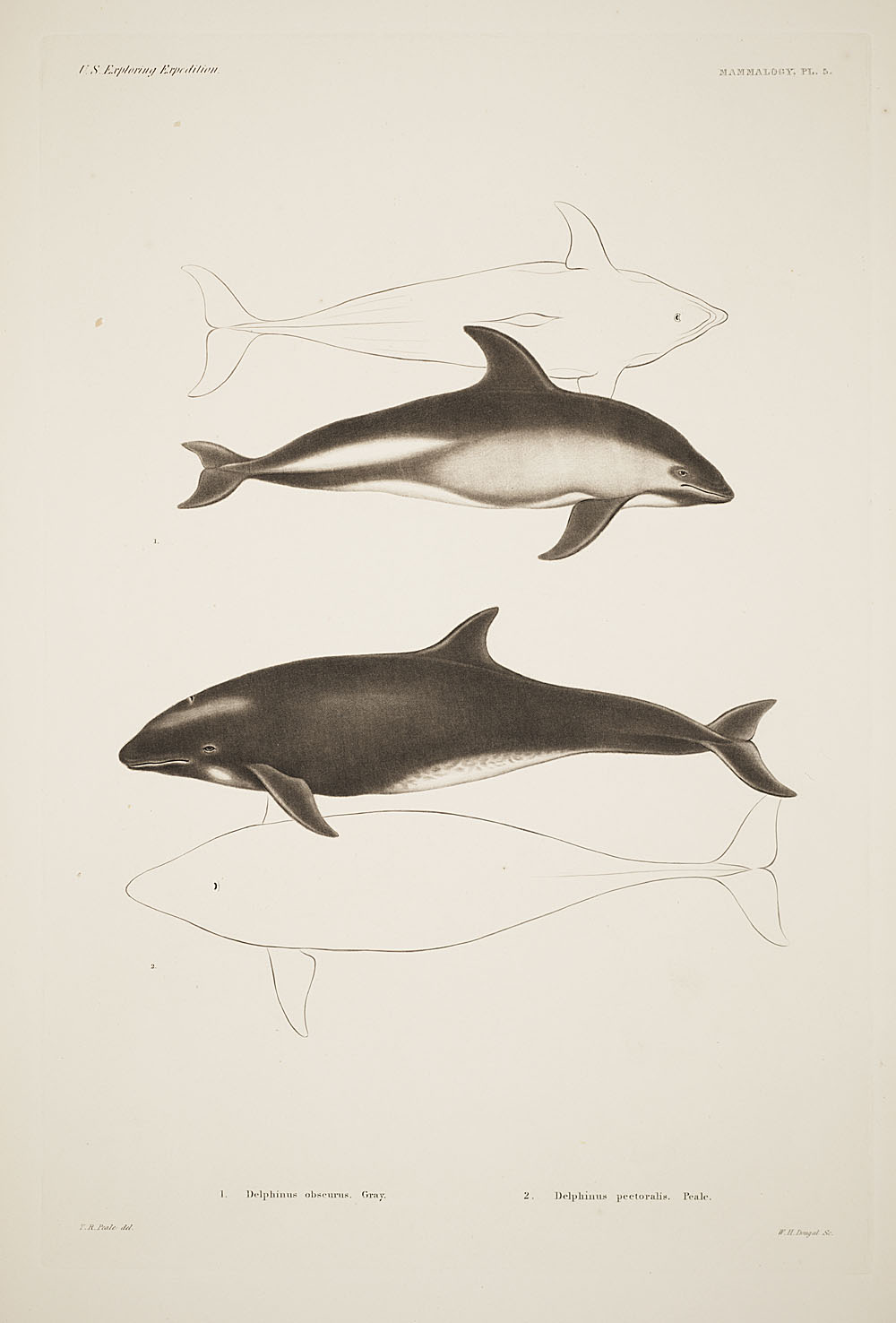
Lagenorinchi scuri raffigurati nella Tavola 5 della sezione Mammalogy di Mammalogy and Ornithology (1858).

Si ritiene generalmente che il lagenorinco scuro sia stato descritto per la prima volta da John Edward Gray nel 1828 a partire da una pelle impagliata e da un singolo cranio giunti via nave al British Museum dal capo di Buona Speranza. Gray lo descrisse come Delphinus obscurus, ponendolo nel sottogenere Grampus, nella sua Specilegia Zoologica del 1828, nella quale registrò che l'animale era stato catturato nelle acque del capo di Buona Speranza da un certo capitano Haviside (spesso chiamato erroneamente «Heaviside») e inviato al British Museum attraverso il Royal College of Surgeons nel 1827.
Tuttavia, lo stesso Gray in seguito scrisse che un delfino simile era già stato descritto come Delphinus superciliosus dai chirurghi e naturalisti francesi René Primevère Lesson e Prosper Garnot a partire da un esemplare raccolto al largo della costa della Tasmania due anni prima della sua classificazione. Gray classificò D. superciliosus come sinonimo junior del suo D. obscurus e ringraziò Lesson e Garnot (1826) per la loro descrizione originaria. Nel frattempo, anche Charles Darwin descrisse quella che si rivelò trattarsi di questa specie come Delphinus fitzroyi sulla base di un esemplare arpionato al largo dell'Argentina nel 1838. Il lagenorinco scuro venne riclassificato come Prodelphinus obscurus nel 1885 dal naturalista britannico William Henry Flower prima di ricevere un altro nome, Lagenorhynchus obscurus, dal biologo americano Frederick W. True nel 1889. Attualmente viene classificato nel genere Sagmatias, una classificazione accettata dalla American Society of Mammalogists.

### Genetica
Il lagenorinco scuro e il lagenorinco dai denti obliqui sono considerati specie filogenicamente imparentate. Alcuni ricercatori hanno suggerito che appartengano alla stessa specie, ma alcune differenze morfologiche e comportamentali dimostrano il contrario. Le due specie sorelle si separarono intorno a 3,0-1,9 milioni di anni fa. Recenti analisi del gene del citocromo b mitocondriale indicano che il genere Lagenorhynchus, così come tradizionalmente concepito, non è un gruppo naturale (monofiletico). Un altro studio ha rivelato che il lagenorinco scuro e quello dai denti obliqui formano un sister group del genere (allargato) Cephalorhynchus. Se questa posizione è accurata, sarà necessario coniare un nuovo genere per accogliere queste due specie. Recentemente i lagenorinchi scuri, dai denti obliqui, dalla croce e australi sono stati classificati nel genere Sagmatias.
I lagenorinchi scuri dell'Argentina e dell'Africa sud-occidentale si separarono 2000 generazioni fa a partire da una popolazione ancestrale dell'Atlantico, senza troppo flusso genico. La maggior parte delle popolazioni presenta una bassa diversità genetica, ma la popolazione peruviana costituisce un'eccezione. Sono stati inoltre descritti possibili ibridi con il delfino comune e con il lissodelfino australe. Vengono riconosciute tre sottospecie: il lagenorinco scuro africano (Sagmatias obscurus obscurus), il lagenorinco di Fitzroy (S. o. fitroyi) e il lagenorinco scuro peruviano o cileno (S. o. posidonia). È stata proposta anche una quarta sottospecie, S. o. superciliosus o lagenorinco scuro della Nuova Zelanda, ma attualmente non viene accettata.

## Descrizione

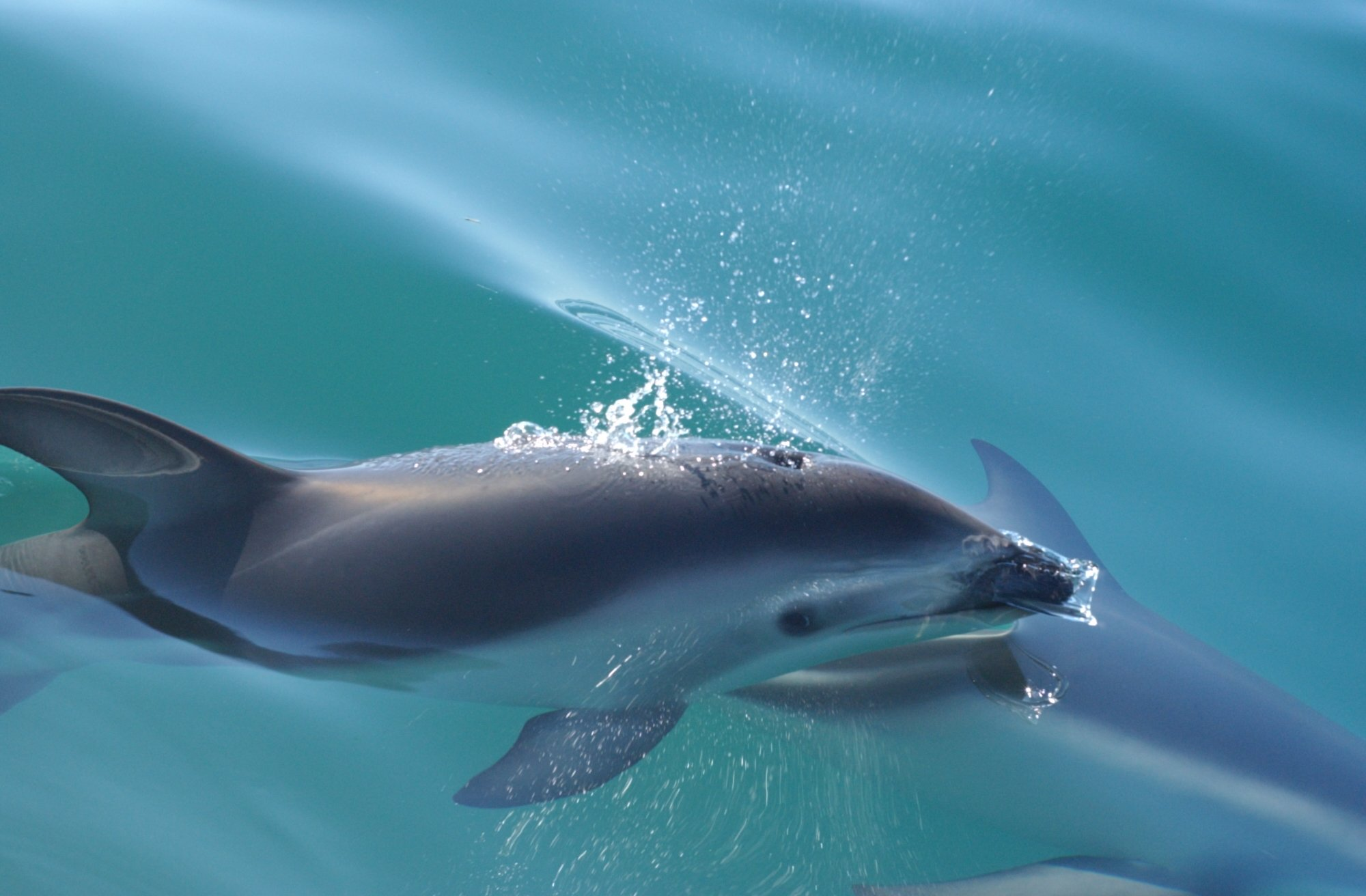
Primo piano di un esemplare.

Il lagenorinco scuro presenta dimensioni medio-piccole rispetto alle altre specie della sua famiglia. Le dimensioni variano considerevolmente a seconda delle diverse aree in cui vive. Gli esemplari più grandi, che possono raggiungere i 210 cm di lunghezza e i 100 kg di peso, sono stati segnalati al largo delle coste del Perù. Presso la popolazione della Nuova Zelanda, invece, le femmine presentano una lunghezza di 167-178 cm e un peso di 69-78 kg e i maschi una lunghezza di 165-175 cm e un peso di 70-85 kg.
Il dimorfismo sessuale è pressoché assente, ma i maschi hanno pinne dorsali più ricurve, con una base più ampia e una superficie maggiore. Il dorso è di colore grigio scuro o nero e la pinna dorsale appare distintamente bicolore: il bordo anteriore è dello stesso colore del dorso, mentre quello posteriore è di un bianco-grigiastro molto più chiaro. La specie presenta una lunga macchia di colore grigio chiaro sulla parte anteriore dei fianchi, che termina in corrispondenza del rostro, breve e di colore grigio scuro. La gola e l'addome sono bianchi e il rostro e la mascella inferiore sono grigio scuro. Due bande di colore bianco si estendono dalla pinna dorsale alla coda. Proprio tra le due zone bianche si protende una caratteristica zona dalla forma appuntita di colore scuro, grazie alla quale si può facilmente riconoscere la specie. Tralasciando questa caratteristica, i lagenorinchi scuri possono essere confusi con altri membri del loro genere quando vengono osservati in mare. Il delfino comune si può distinguere per il rostro più lungo e prominente e per i disegni gialli sui fianchi. Il cranio del lagenorinco scuro ha il rostro più lungo e più stretto di quello di un lagenorinco dalla croce o di un lagenorinco australe di età e dimensioni simili.

## Distribuzione e habitat

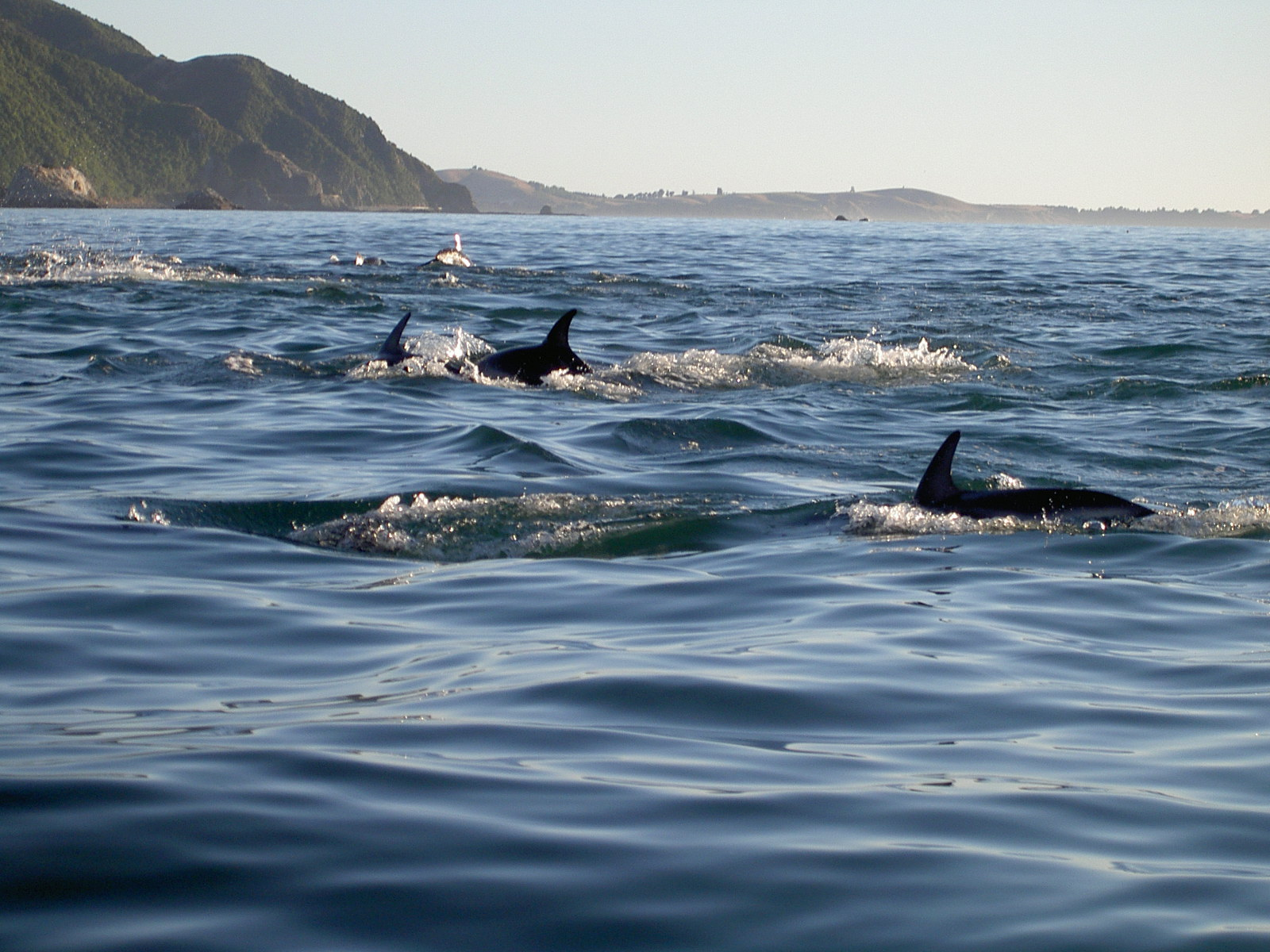
Lagenorinchi scuri in Nuova Zelanda.

Il lagenorinco scuro occupa un areale circumpolare discontinuo. È presente al largo delle coste del Sudamerica, dell'Africa sud-occidentale, dell'Australia meridionale e della Tasmania, della Nuova Zelanda e di alcune isole oceaniche. Al largo del Sudamerica, il suo areale si estende dal Perù meridionale a Capo Horn a ovest e dalla Patagonia meridionale a circa 36° S a est. Rientrano nel suo areale anche le isole Falkland. È particolarmente comune nella zona compresa tra la penisola di Valdés e Mar del Plata. Al contrario, è piuttosto raro nel canale di Beagle e nelle acque costiere della regione della Terra del Fuoco.
I lagenorinchi scuri vivono lungo tutte le coste della Nuova Zelanda. La popolazione di questa zona si concentra intorno a East Cape e capo Palliser nell'Isola del Nord fino a Timaru e Oamaru nell'Isola del Sud. Sono particolarmente comuni nelle acque fredde delle correnti del Southland e di Canterbury. In Africa, l'areale del lagenorinco scuro va da Lobito Bay, in Angola, a nord, a False Bay, in Sudafrica, a sud. Nelle acque australiane, i lagenorinchi scuri sono stati registrati nelle acque più fredde di Kangaroo Island, della Tasmania orientale e dello stretto di Bass, ma sono piuttosto rari e gli esemplari avvistati sono probabilmente giunti qui dalla Nuova Zelanda. I lagenorinchi si trovano anche intorno alle isole Campbell, Auckland e Chatham nel Pacifico sud-occidentale, a Tristan da Cunha nell'Atlantico meridionale e alle isole Amsterdam e Saint-Paul nell'oceano Indiano meridionale.

## Biologia

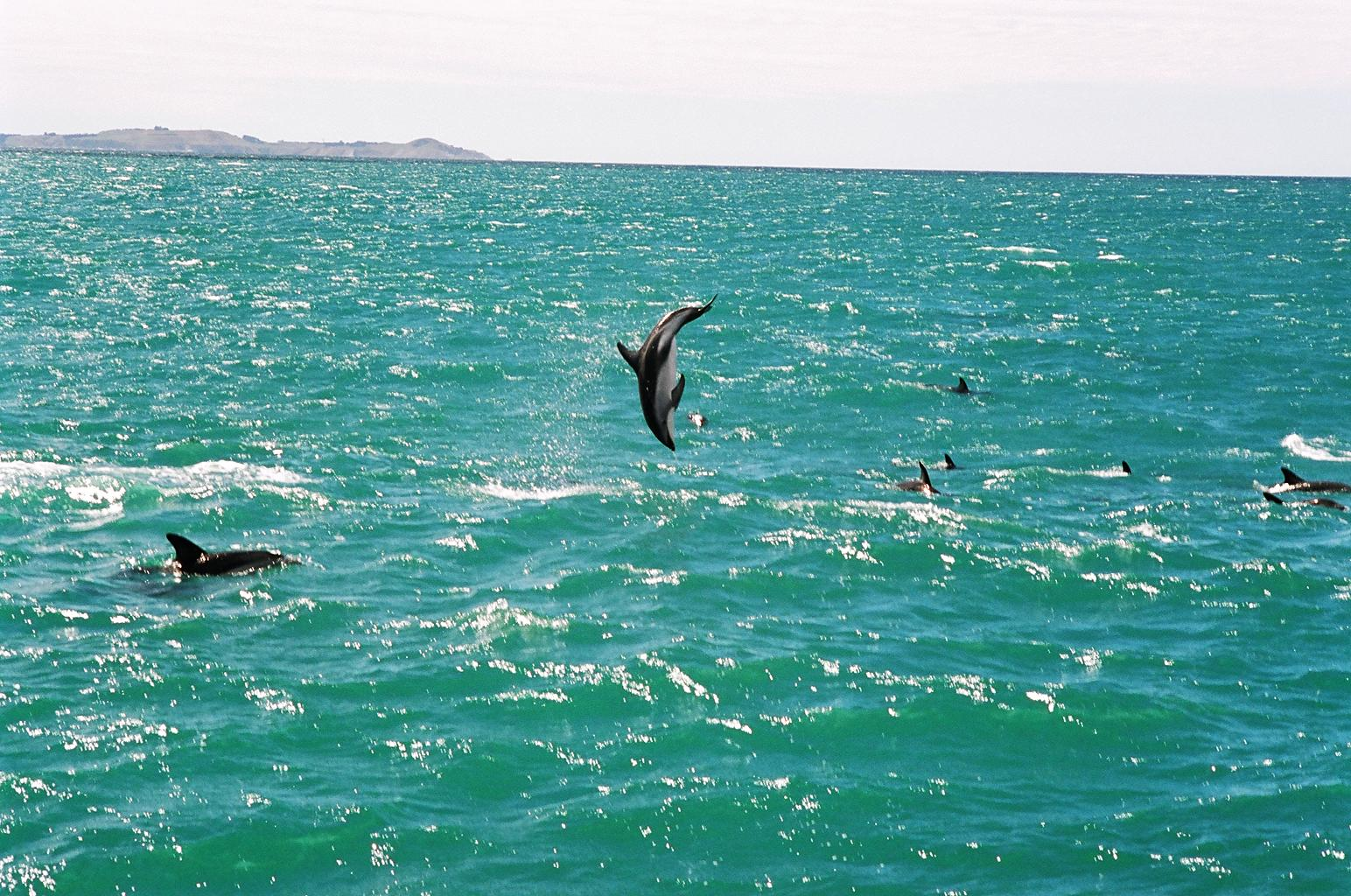
Lagenorinchi scuri a Kaikoura (Nuova Zelanda).

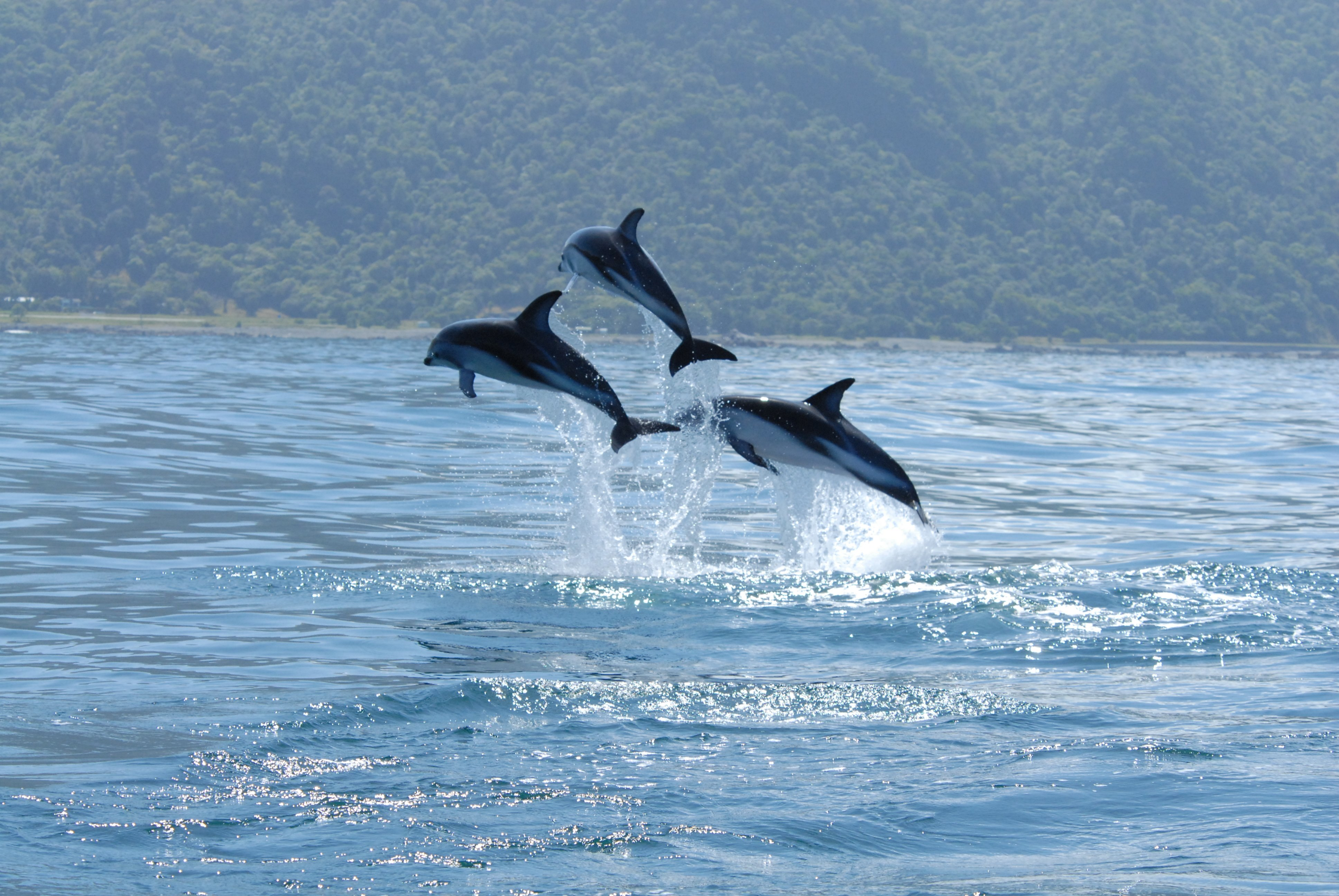
Lagenorinchi scuri saltano al largo di Kaikoura.

I lagenorinchi scuri prediligono le fredde acque di risalita, nonché quelle delle correnti fredde. Vivono prevalentemente in acque costiere e si possono incontrare fino al margine esterno della piattaforma continentale e in zone simili nelle isole al largo. Possono spostarsi su grandi distanze (anche per circa 780 km), ma non effettuano migrazioni stagionali ben definite. Tuttavia, gli esemplari al largo dell'Argentina e della Nuova Zelanda effettuano spostamenti stagionali e diurni tra la costa e le acque al largo. In Argentina, i lagenorinchi scuri si associano in particolare alle balene franche australi e ai leoni marini sudamericani. Sono stati visti anche intorno ai tursiopi, sebbene a quanto pare non interagiscano con loro, e possono condividere le aree di foraggiamento con i grampi. Si associano anche a vari uccelli marini, come gabbiani dominicani, cormorani, sterne, berte, petrelli e albatros. In Nuova Zelanda, i lagenorinchi scuri si mescolano ai delfini comuni, mentre al largo dell'Africa sud-occidentale sono stati osservati anche in compagnia di lissodelfini australi e globicefali.

### Vocalizzi ed ecolocazione
In generale, i delfini (e altri odontoceti) producono tre diversi tipi di suoni: serie di suoni ad impulsi a larga banda di frequenza chiamati click, raffiche di suoni ad impulsi con un tasso di ripetizione talmente alto da sembrare al nostro orecchio un suono continuo, simile ad uno scricchiolio, e fischi continui, a modulazione di frequenza. I lagenorinchi scuri producono tutti e tre i tipi di suoni, ma più comunemente emettono raffiche di suoni ad impulsi. I fischi continui sono più comuni quando i lagenorinchi scuri si mescolano ad altre specie di delfini, come i delfini comuni. I loro segnali di ecolocazione sono a banda larga e di breve durata, proprio come quelli di altri odontoceti che producono fischi. Tendono ad avere spettri di frequenza bimodali che raggiungono un picco tra 40 e 50 kHz a bassa frequenza e tra 80 e 110 kHz ad alta frequenza. Questi segnali di ecolocazione sono circa 9-12 dB più bassi rispetto a quelli del lagenorinco rostrobianco, di dimensioni maggiori.

### Alimentazione e predatori

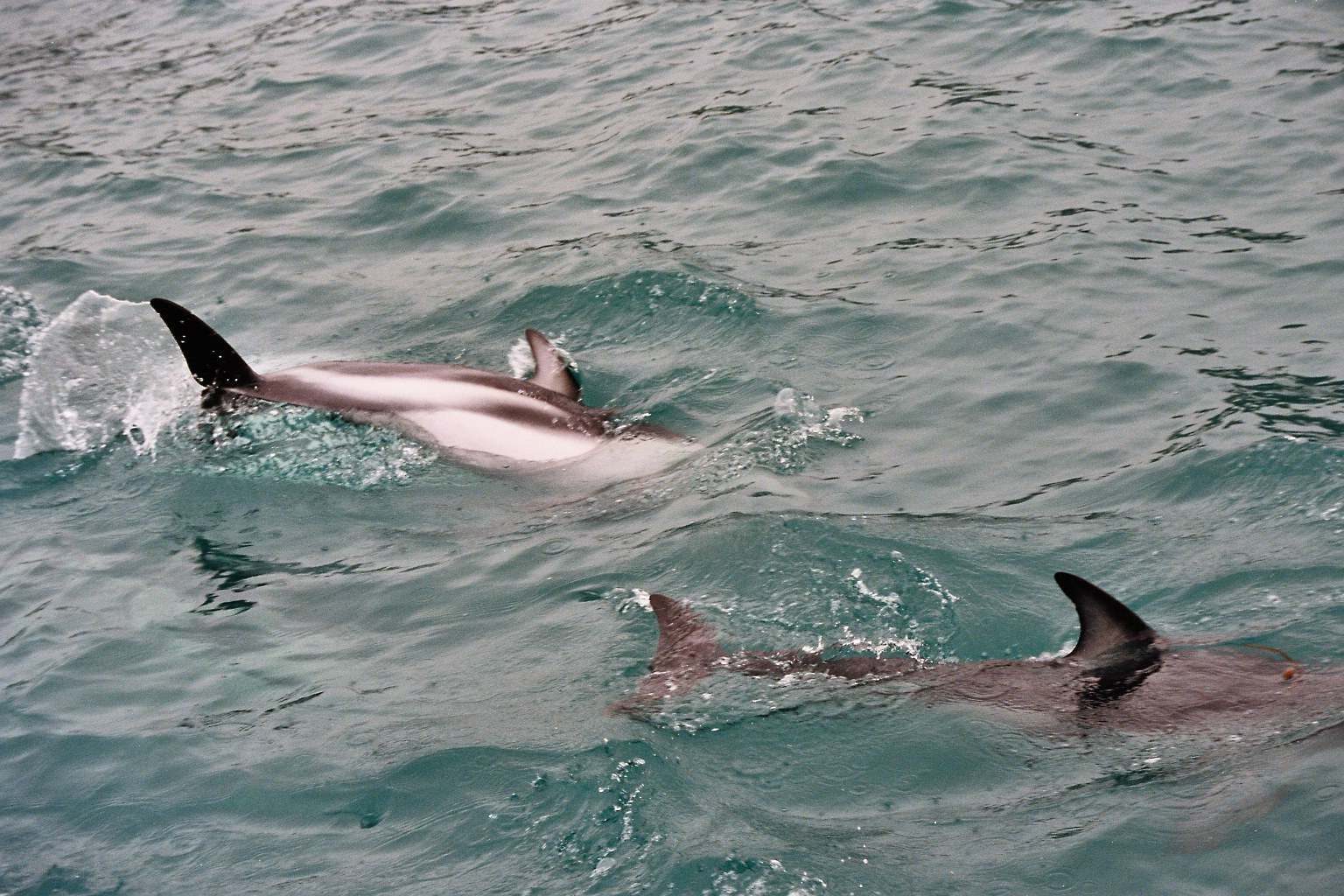
Lagenorinchi scuri.

I lagenorinchi scuri predano un'ampia gamma di specie di pesci e calamari. Tra le specie ittiche maggiormente presenti sul menu figurano acciughe, pesci lanterna, sardine, cottidi, naselli, sugarelli, naselli azzurri e merluzzi bianchi della Nuova Zelanda. Sono generalmente cacciatori coordinati che mettono in atto strategie di caccia molto flessibili, che possono cambiare a seconda dell'ambiente. In alcune zone della Nuova Zelanda, dove le acque oceaniche profonde raggiungono la costa, i lagenorinchi si alimentano di notte nello strato riflettente profondo. Arrivano al sito di foraggiamento da soli, ma si riuniscono in gruppi non appena raggiunto lo strato. Usano l'ecolocazione per rilevare e isolare una singola preda. I gruppi di lagenorinchi in cerca di cibo tendono ad essere più numerosi quando lo strato è vicino alla superficie e a diminuire quando questo discende.
Quando cacciano in acque poco profonde in Nuova Zelanda e Argentina, i lagenorinchi scuri tendono ad alimentarsi durante il giorno, inseguendo banchi di pesci o calamari e raggruppandoli in formazioni a palla. Possono anche controllare i movimenti del banco con la luce riflessa dal bianco del loro addome. I lagenorinchi spingono verticalmente le prede verso la superficie, ma anche orizzontalmente verso la costa o lo scafo di un'imbarcazione. Così facendo, si ritiene che aumentino la disponibilità di prede anche per altri cacciatori, inclusi altri delfini uccelli marini, squali e pinnipedi. In Argentina, possono sfruttare le aggregazioni di uccelli per localizzare e radunare le prede. D'altra parte, pinnipedi e squali possono trarre vantaggio dalle cacce dei lagenorinchi. I lagenorinchi scuri sono a loro volta preda di orche e grandi squali; per evitare le orche, nuotano in acque meno profonde. Sono anche soggetti al parassitismo di alcune specie di nematodi, cestodi e trematodi, soprattutto da parte dei generi Nasitrema e Anisakis e da Phyllobothrium delphini, Braunina cordiformis e Pholeter gasterophilus.

### Comportamento sociale e riproduzione
I gruppi dei lagenorinchi scuri sono soggetti a dinamiche di fissione e fusione: generalmente i membri di un gruppo aumentano durante il foraggiamento e diminuiscono nei periodi di riposo e di spostamento. Nel golfo San José, al largo della penisola di Valdés, i lagenorinchi passano comunemente da piccoli gruppi che si spostano a grandi gruppi sociosessuali, incontrando un gran numero di compagni. Gli studi effettuati al largo di Kaikoura, in Nuova Zelanda, hanno mostrato che i lagenorinchi vivono normalmente in grandi gruppi che si dividono in sottogruppi più piccoli. Questi sottogruppi sono composti da adulti che si accoppiano (gruppi riproduttivi), da madri con i piccoli (gruppi nursery) e da adulti non riproduttori. Tra i lagenorinchi scuri vige un sistema di accoppiamento promiscuo in cui sia i maschi che le femmine si accoppiano con più partner. I gruppi riproduttivi sono generalmente composti da una decina di maschi e una sola femmina; nonostante si possano trovare sia in acque poco profonde che profonde, si riuniscono più spesso vicino alla costa.

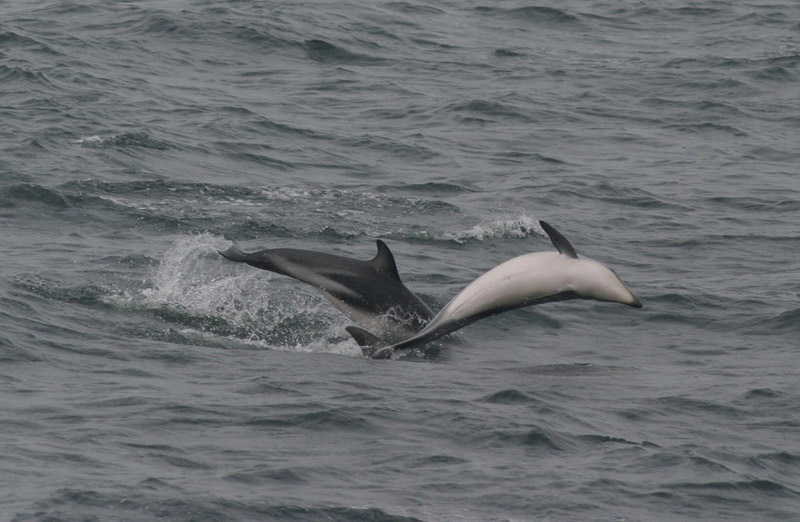
Due lagenorinchi che saltano.

Nei gruppi riproduttivi, i maschi inseguono le femmine a gran velocità. Le femmine sembrano prediligere i maschi più veloci e agili rispetto a quelli più grandi, forti o aggressivi. Le femmine possono prolungare l'inseguimento il più a lungo possibile in modo che rimanga solo il maschio migliore e cercare di eludere i maschi meno vigorosi o privi di attitudini sociali. I maschi, d'altro canto, possono formare alleanze per catturare le femmine. A differenza dei maschi di tursiope, quelli di lagenorinco scuro non hanno il monopolio sulle femmine. L'età in cui le femmine si riproducono per la prima volta varia da regione a regione. I lagenorinchi della Nuova Zelanda si riproducono per la prima volta dopo i sette anni, mentre quelli argentini sembra che possano farlo già tra i sei e i sette anni. Uno studio sui lagenorinchi scuri al largo delle coste del Perù ha mostrato che il ciclo riproduttivo dura circa 28,6 mesi: 12,9 mesi di gravidanza, altri 12 mesi di allattamento e 3,7 mesi di riposo prima che il ciclo ricominci. Durante l'accoppiamento, le femmine tendono a stare sopra. Come tutte le specie in cui le femmine si accoppiano con più partner, i maschi hanno grossi testicoli adatti alla competizione spermatica. I lagenorinchi scuri a volte si impegnano in comportamenti sessuali non deputati alla riproduzione, forse per salutare, comunicare o rafforzare i legami sociali. Sono stati osservati anche comportamenti omosessuali tra maschi. Gli esemplari che fanno sesso per motivi sociali tendono ad essere più rilassati.
Le femmine con i piccoli tendono a riunirsi in gruppi nursery in acque poco profonde. Probabilmente in questi gruppi le madri e i piccoli hanno a disposizione più tempo per riposare, attività particolarmente importante per entrambi. Sebbene le varie attività nei gruppi nursery varino da un mese all'altro, il riposo è sempre il comportamento predominante. La formazione di gruppi nursery in acque poco profonde consente inoltre ai loro membri di cacciare le prede proprie di queste acque. Sia gli adulti che i piccoli sono stati visti inseguire e catturare i pesci, ed è probabile che i primi insegnino a cacciare ai secondi. Diversamente che nelle acque poco profonde, cacciare di notte in mare aperto può essere troppo pericoloso per i piccoli. Questi sono particolarmente vulnerabili agli attacchi di predatori come le orche e forse i gruppi nursery si ritirano in acque poco profonde proprio per evitare i predatori. I gruppi nursery tendono ad evitare i gruppi riproduttivi: i maschi adulti, infatti, radunano e inseguono le femmine in modo aggressivo, e possono anche separare i piccoli dalle loro madri e molestarli. Inoltre i piccoli possono diventare più vulnerabili ai predatori quando sono esausti e disorientati. Le madri possono anche prendersi cura dei piccoli che non sono i loro.

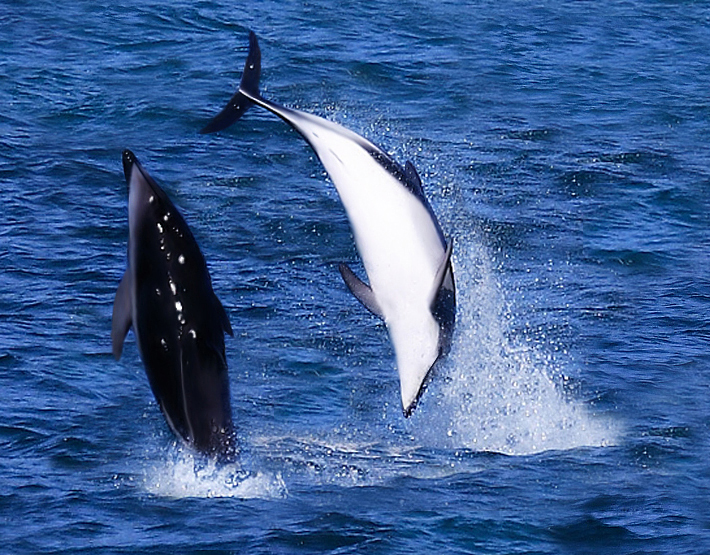
Lagenorinco scuro effettua una giravolta.

### Comportamenti aerei
I lagenorinchi scuri eseguono una serie di esibizioni aeree, come salti, schiaffi sulla superficie dell'acqua con il dorso, la testa o la coda, rotazioni e affioramenti con il muso. Eseguono anche delle giravolte che sono state definite come i più «acrobatici» tra questi comportamenti. Un rientro a testa in giù viene eseguito quando un esemplare salta completamente fuori dall'acqua e curva il dorso mentre dà un colpo con la coda per atterrare in acqua di testa. Simile a questo è il cosiddetto humping, che si differenzia solo per il fatto che il muso e la coda rimangono in acqua mentre il dorso viene inarcato. Tutti questi comportamenti possono essere ripetuti più e più volte. A quanto pare i giovani lagenorinchi non nascono con la capacità di eseguire i salti e devono imparare a padroneggiarli tutti. I piccoli sembrano apprenderli in questo ordine: salti rumorosi, rientri a testa in giù, salti coordinati e salti acrobatici. Gli adulti possono eseguire salti diversi in contesti diversi e i piccoli possono apprendere indipendentemente come eseguire i salti, nonché imparare quando eseguirli quando interagiscono con gli altri.

## Rapporti con l'uomo

### Conservazione
Il lagenorinco scuro, protetto in gran parte del suo areale, viene classificato come «specie a rischio minimo» dalla IUCN in quanto «alcune popolazioni sono numerose, sembrano essere stabili e non sono soggette ad elevati rischi di minacce antropiche». Ciononostante, la specie è oggetto di caccia in Perù e Cile. L'espansione di tale attività potrebbe aver avuto inizio in Perù dopo il crollo della pesca all'acciuga nel 1972. Un gran numero di lagenorinchi veniva catturato con le reti da posta in Nuova Zelanda, ma le catture sembrano essere diminuite dagli anni '70 e '80. In Perù, i lagenorinchi scuri vengono uccisi in gran numero (10000-15000 all'anno) e usati come esca per gli squali o per il consumo umano. Questi animali erano anche oggetto di caccia con l'arpione al largo del Sudafrica, ma il numero di catture non è mai stato eccessivo.
Il lagenorinco scuro è elencato nell'Appendice II della Convenzione sulla conservazione delle specie migratrici degli animali selvatici (CMS), in quanto richiederebbe o trarrebbe un significativo beneficio da accordi internazionali specifici.

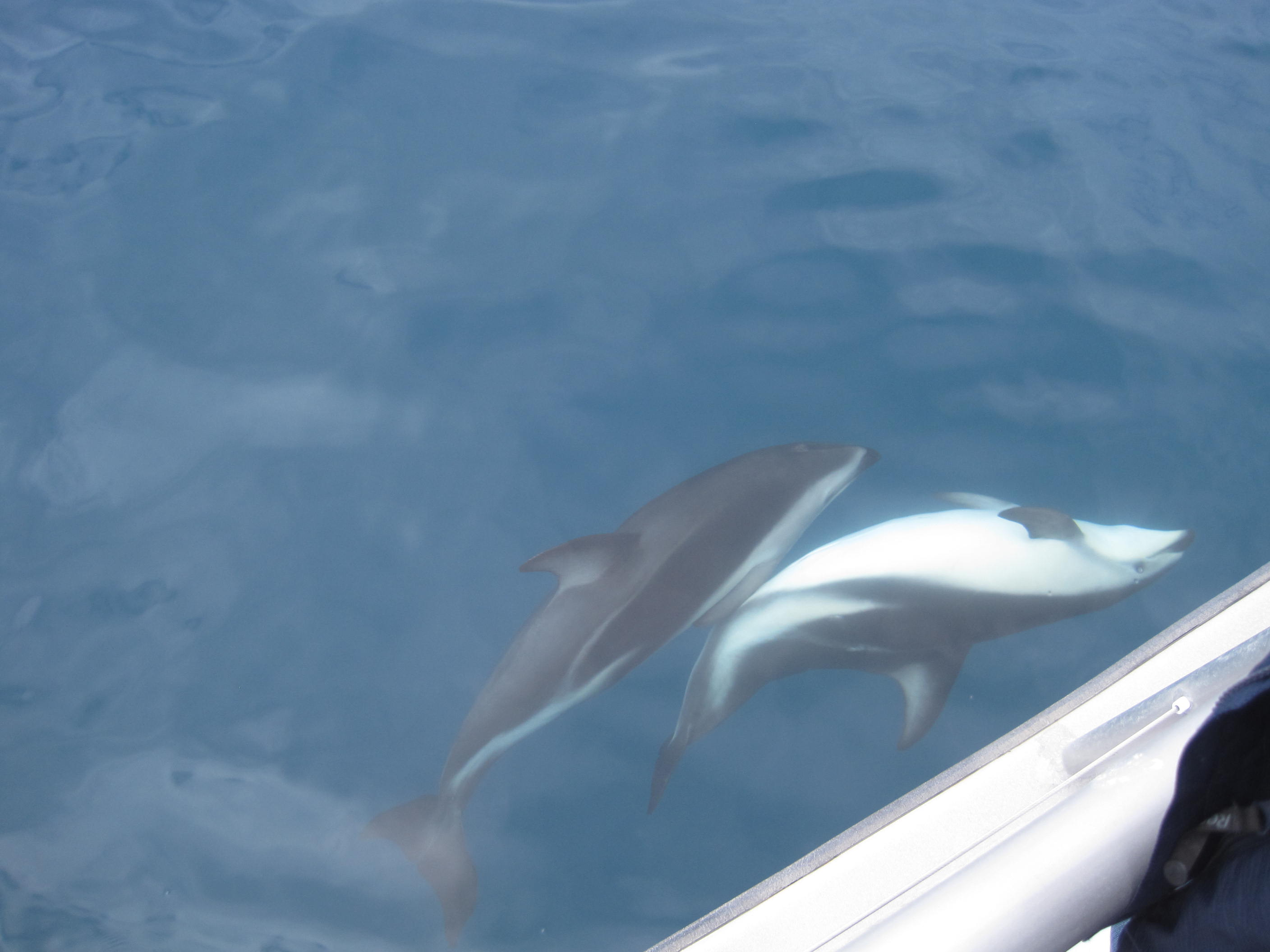
Una coppia di lagenorinchi scuri che nuota accanto a un'imbarcazione.

### Allevamenti di cozze
Gli effetti dell'allevamento di cozze sui lagenorinchi scuri è stato studiato nella baia dell'Ammiragliato, in Nuova Zelanda. I lagenorinchi vengono avvistati frequentemente in questa zona, che è anche quella dove si concentra la maggior parte degli impianti di acquacoltura. A quanto pare, entrano raramente al loro interno e, quando lo fanno, di solito nuotano velocemente lungo le corsie e tra le file di cime e galleggianti.

### Turismo

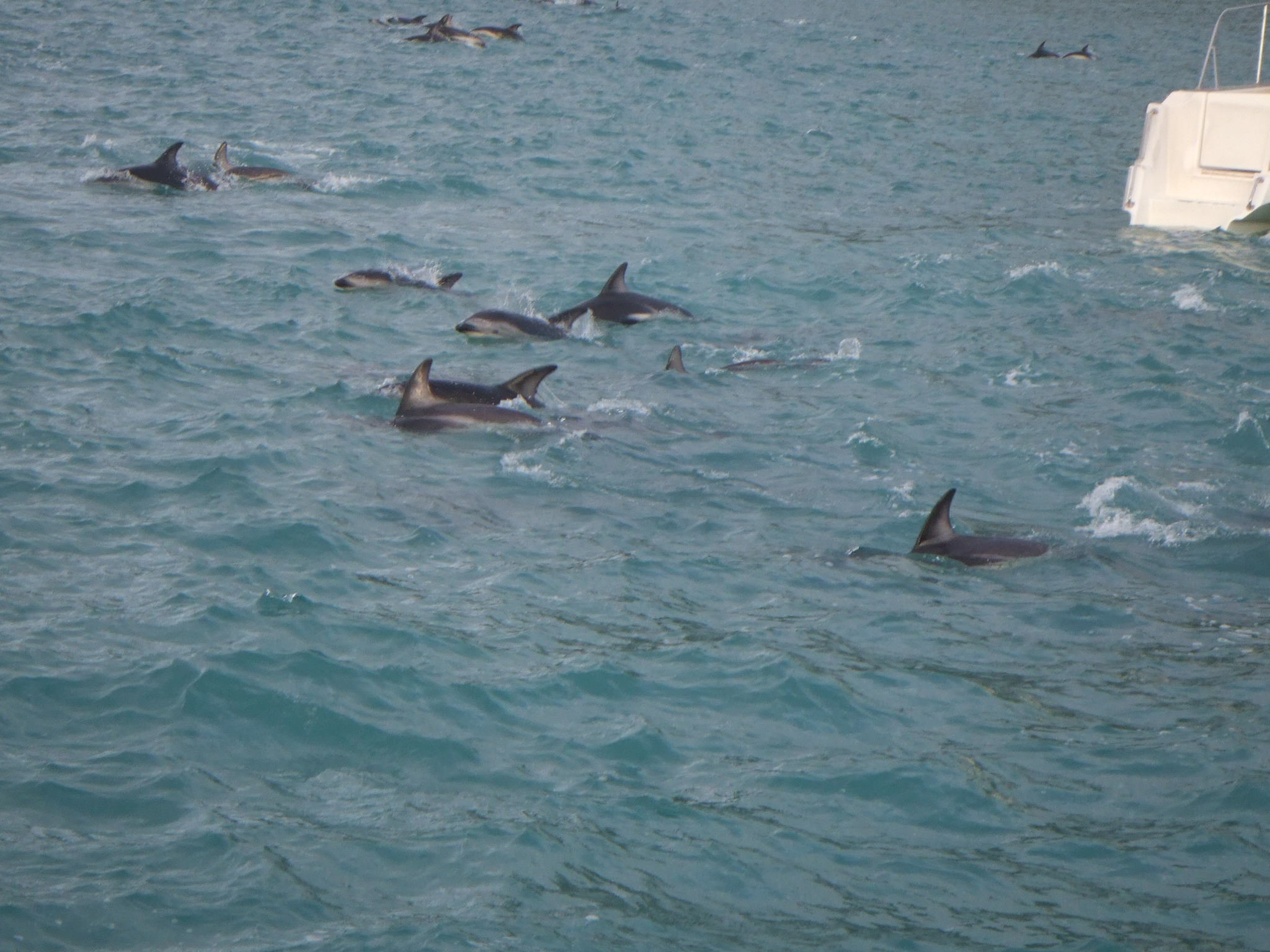
Dolphin-watching al largo dell'Isola del Sud della Nuova Zelanda.

I lagenorinchi scuri sono attrazioni popolari per gli amanti del whale-watching. Dal 1997, le agenzie che offrono tour di dolphin-watching sono aumentate considerevolmente in Patagonia, e i lagenorinchi scuri (insieme ai cefalorinchi di Commerson) sono l'attrazione principale. I turisti interessati a vedere i lagenorinchi scuri sono passati da 1393 nel 1997 a 1840 nel 2000. Gli incontri con i delfini sono aumerntati dal 25% nel 1999 al 90% nel 2001. La pratica del dolphin-watching in questa zona nacque inizialmente come alternativa al whale-watching, che si basava principalmente sull'osservazione delle balene franche australi. L'osservazione dei lagenorinchi scuri è un'attività popolare anche in Nuova Zelanda, dove ebbe inizio alla fine degli anni '80 come attrazione secondaria dei tour di osservazione dei capodogli. Da allora le agenzie di viaggi che offrono whale- e dolphin-watching sono andate aumentando, con circa 75 tour operator autorizzati. In Nuova Zelanda vi sono diversi luoghi in cui è possibile osservare i lagenorinchi scuri e nuotare con loro, in particolare a Kaikoura e nel Marlborough Sounds.
Nonostante la pratica del dolphin-watching venga più praticata in Nuova Zelanda che in Argentina, gli effetti del turismo sui lagenorinchi sembrano essere minori nel primo paese rispetto al secondo. I tour in Nuova Zelanda sono regolamentati con appositi permessi, sono in numero limitato e gestiti da rigorose linee guida relative alle procedure di avvicinamento e alle operazioni di nuoto. Al contrario, in Argentina il dolphin-watching non è direttamente regolamentato. Pertanto, le attività dei delfini vengono spesso disturbate dalle imbarcazioni dei turisti.